# 爵士春秋
是一部1979年的美國歌舞電影，導演是鮑勃·福斯。由羅伯特·艾倫·亞瑟及福斯編劇。是一部半自傳的作品。 

## 演員
- 羅伊·謝德 飾 Joseph "Joe" Gideon
- Keith Gordon（英语：Keith Gordon） 飾 年輕的Joe
- 潔西卡·蘭芝 飾 "Angelique"
- 利蘭·帕爾默（英语：Leland Palmer (actress)） 飾 Audrey Paris
- 安·萊金（英语：Ann Reinking） 飾 Katie Jagger
- Cliff Gorman（英语：Cliff Gorman） 飾 Davis Newman
- 本·沃倫（英语：Ben Vereen） 飾 O'Connor Flood
- Erzsébet Földi 飾 Michelle Gideon
- Michael Tolan（英语：Michael Tolan） 飾 Dr. Ballinger
- 馬克斯·萊特（英语：Max Wright） 飾 Joshua Penn
- William LeMassena（英语：William LeMassena） 飾 Jonesy Hecht
- Deborah Geffner（英语：Deborah Geffner） 飾 Victoria Porter
- 約翰·李斯高 飾 Lucas Sergeant
- 朱爾斯·費雪（英语：Jules Fisher） 飾 Jules
- 克里斯·蔡斯（英语：Chris Chase） 飾 Leslie Perry
- 安東尼·霍蘭德（英语：Anthony Holland (actor)） 飾 Paul
- 桑達·伯格曼（英语：Sandahl Bergman）、Eileen Casey、Bruce Anthony Davis、Gary Flannery、Jennifer Nairn-Smith（英语：Jennifer Nairn-Smith）、Danny Ruvolo、Leland Schwantes、John Sowinski、Candace Tovar和Rima Vetter 飾 Principal dancers
- 班·馬斯特斯（英语：Ben Masters） 飾 Dr. Garry
- Robert Levine 飾 Dr. Hyman
- C·C·H·龐德（英语：CCH Pounder） 飾 Nurse Blake
- 華萊士·孝恩（英语：Wallace Shawn） 飾 Assistant insurance man
- 蒂托·戈雅（英语：Tito Goya） 飾 hospital assistant
- Michael Hinton（英语：Mike Hinton） 飾 band drummer（未掛名）

## 獲獎
- 坎城影展金棕櫚獎
- 奧斯卡獎最佳藝術指導、最佳服裝設計、最佳剪輯、最佳原創音樂

## 外部連結
- 互联网电影数据库（IMDb）上《爵士春秋》的资料（英文）
- TCM电影资料库上《爵士春秋》的资料（英文）
- AllMovie上《爵士春秋》的资料（英文）
- Box Office Mojo上《爵士春秋》的資料（英文）
- 爛番茄上《爵士春秋》的資料（英文）
- 豆瓣电影上《爵士春秋》的資料 （简体中文）
- All That Jazz: Stardust （页面存档备份，存于） an essay by Hilton Als at the Criterion Collection
- All That Jazz essay by Daniel Eagan in America's Film Legacy: The Authoritative Guide to the Landmark Movies in the National Film Registry, A&C Black, 2010 ISBN 0826429777, pages 759-761  （页面存档备份，存于）